# Rubin 2
Rubin 2 (auch SAFIR-M, AATiS-OSCAR 49) ist ein deutscher Kleinsatellit und Amateurfunksatellit. Er gehört zur Serie der Rubin-Satelliten und sekundären Nutzlasten der Firma OHB Technology aus Bremen.

## Aufbau
Der Satellit misst 0,4 m × 0,4 m × 0,3 m und hat eine Nutzlast von zirka 40 kg. Er beruht auf der Satellitenserie Rubin der Firma OHB Technology aus Bremen. Rubin 2 übermittelte seine Daten über das Satellitenkommunikationssystem Orbcomm zur Erde. Er verfügt über das Amateurfunkmodul SAFIR-M mit einem Amateurfunk-Digipeater. Rubin verfügt über keinen eigenen Antrieb.

## Mission
Der Satellit wurde  mit einer Dnepr-1 am 20. Dezember 2002 in Baikonur gestartet.
Ca. 16 Minuten nach dem Start wurden Rubin 2 und fünf weitere Nutzlasten erfolgreich separiert, darunter SaudiSat-1C. Nach der erfolgreichen Inbetriebnahme der Nutzlast SAFIR-M wurde dieser die OSCAR-Nummer 49 durch die AMSAT NA zugewiesen.
Seit dem 1. Februar 2003 konnten keine detektierbaren Aussendungen von SAFIR-M mehr empfangen werden.

## Frequenzen
Die Frequenzen wurden von der IARU koordiniert.
- Uplink (MHz): 435,275 MHz (1k2 bps AFSK)
- Downlink (MHz): 145,825 MHz (9k6 bps FSK)
- Rufzeichen: DP0AIS